# Маковей Олександр Олександрович
Олекса́ндр Олекса́ндрович Макове́й — сержант Збройних сил України, військовий розвідник, учасник російсько-української війни, що відзначився під час російського вторгнення в Україну в 2022 році. Повний кавалер ордена «За мужність».

## Державні нагороди
- орден За мужність I ступеня (06.07.2022) — за особисту мужність і самовіддані дії, виявлені у захисті державного суверенітету та територіальної цілісності України, вірність військовій присязі.
- орден За мужність II ступеня (10.06.2022) — за особисту мужність і самовіддані дії, виявлені у захисті державного суверенітету та територіальної цілісності України, вірність військовій присязі.
- орден За мужність III ступеня (27.06.2015) — за особисту мужність і високий професіоналізм, виявлені у захисті державного суверенітету та територіальної цілісності України, вірність військовій присязі.